# ベルナール・スール

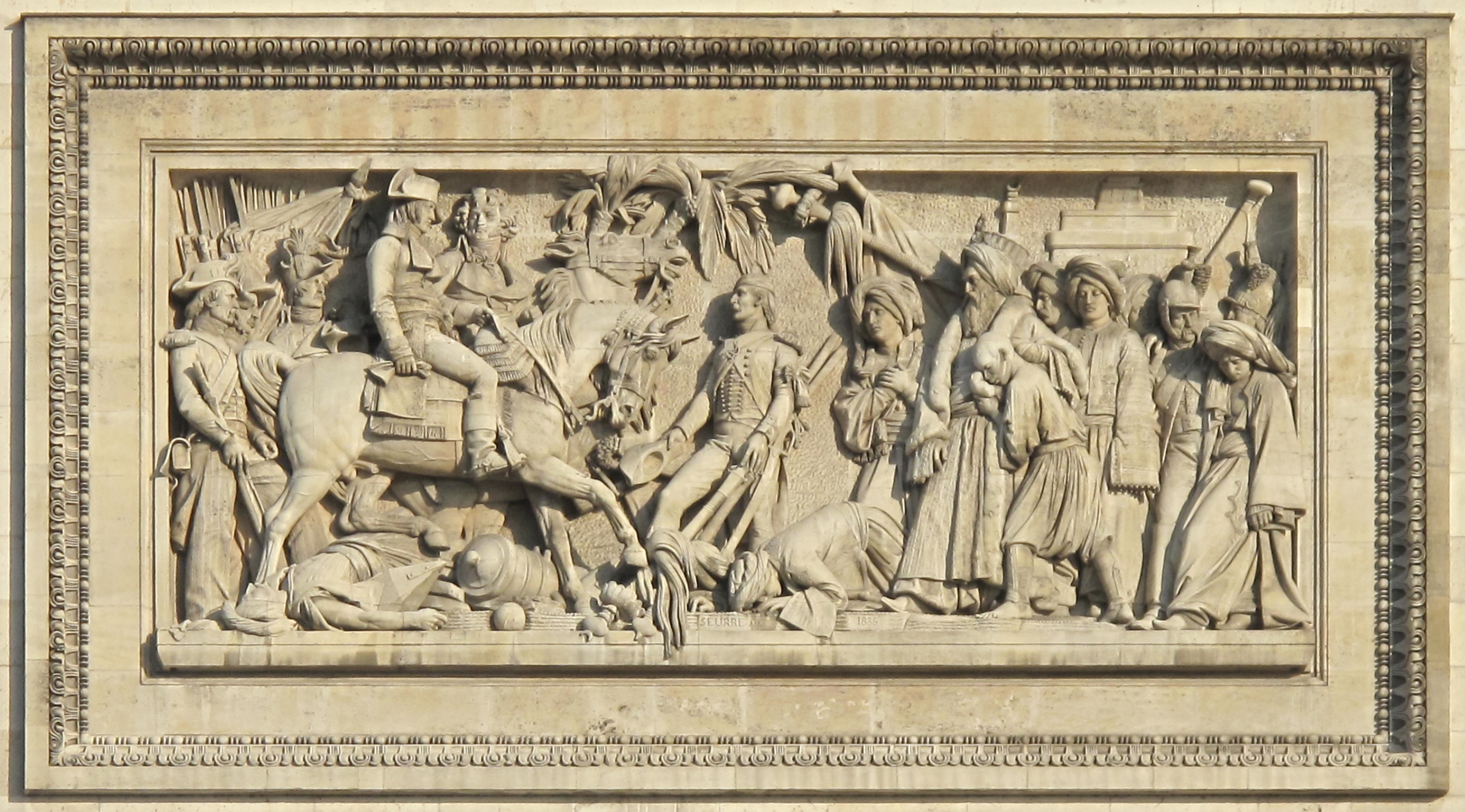
エトワール凱旋門の装飾彫刻

ベルナール・スール（Bernard-Gabriel Seurre、1795年7月11日 – 1867年10月3日）はフランスの彫刻家である。パリのエトワール凱旋門の装飾彫刻を行った彫刻家の一人である。弟の彫刻家、シャルル・エミール・スール(Charles Émile Seurre:Seurre jeune,1798-1858)と区別するために「年上のスール(Seurre aîné)」とも呼ばれる。

## 略歴
パリで生まれた。彫刻家のピエール・カルトリエ(Pierre Cartellier )のスタジオで学んだ。1818年に彫刻部門でローマ賞を受賞し、1818年から1823年まで在ローマ・フランス・アカデミーに留学した。（弟も1823年にローマ賞を受賞している。）
ルイ・フィリップの7月王政時代の1836年に完成したエトワール凱旋門の装飾彫刻に他の多くの彫刻家とともに加わった。スールは1799年にフランス軍が、オスマン帝国軍に勝利したアブキールの戦いを描いたレリーフを制作した。
その他の作品にはパリ1区の「モリエールの噴水(Fontaine Molière)」のモリエール像やヴェルサイユ宮殿の14世紀のスロイスの海戦のフランス軍の司令官ニコラ・ベユーシェ(Nicolas Béhuchet)の胸像などがある。
1867年にパリ5区で没した。

## 作品

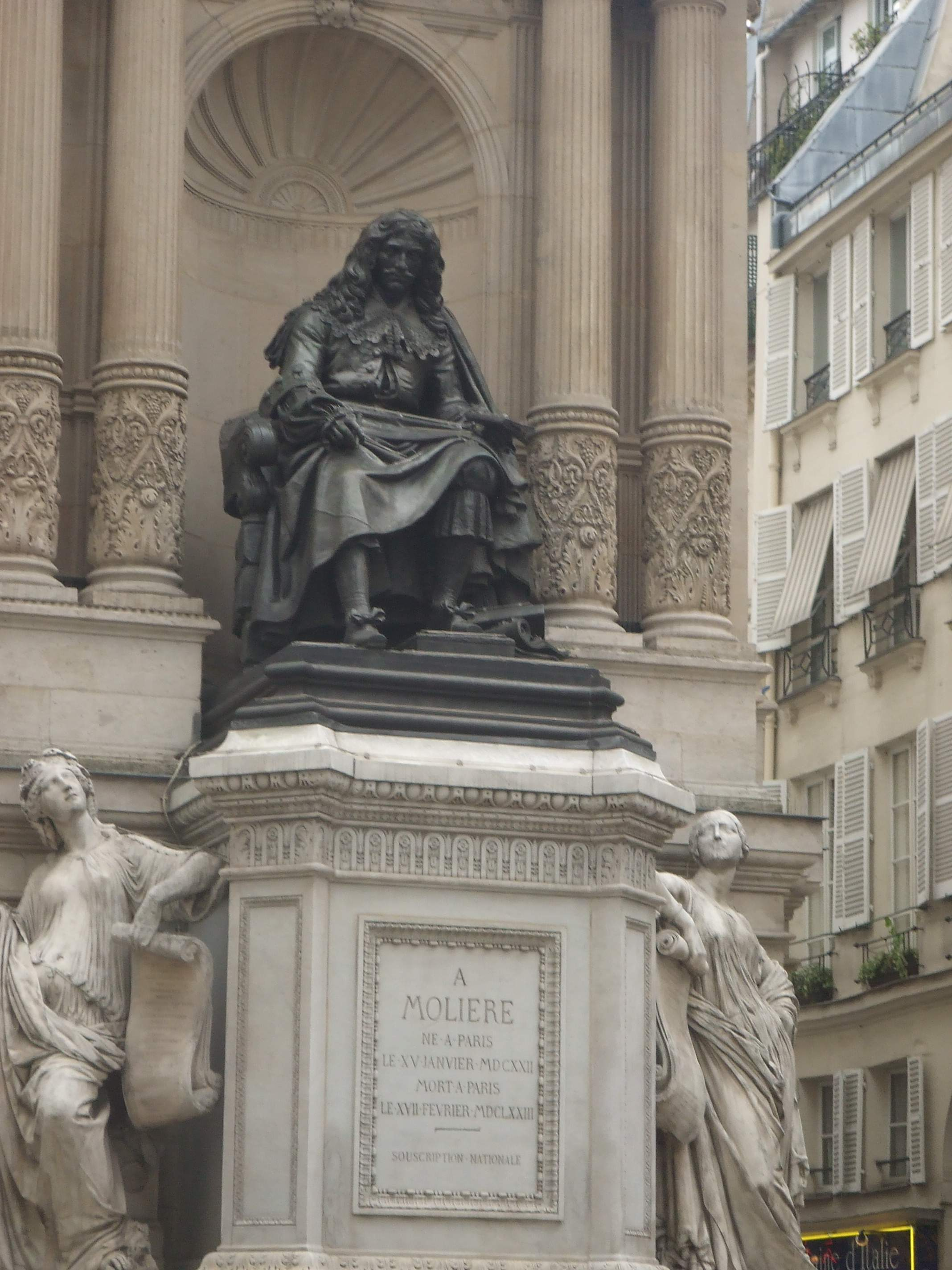
「モリエールの噴水(Fontaine Molière)」のモリエール像
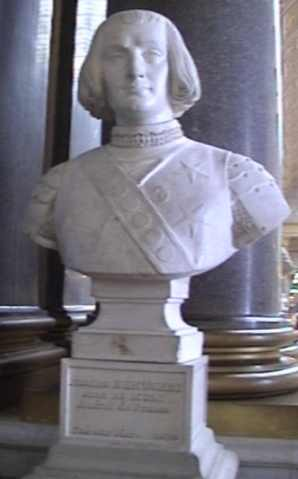
ニコラ・ベユーシェ(Nicolas Béhuchet)の胸像
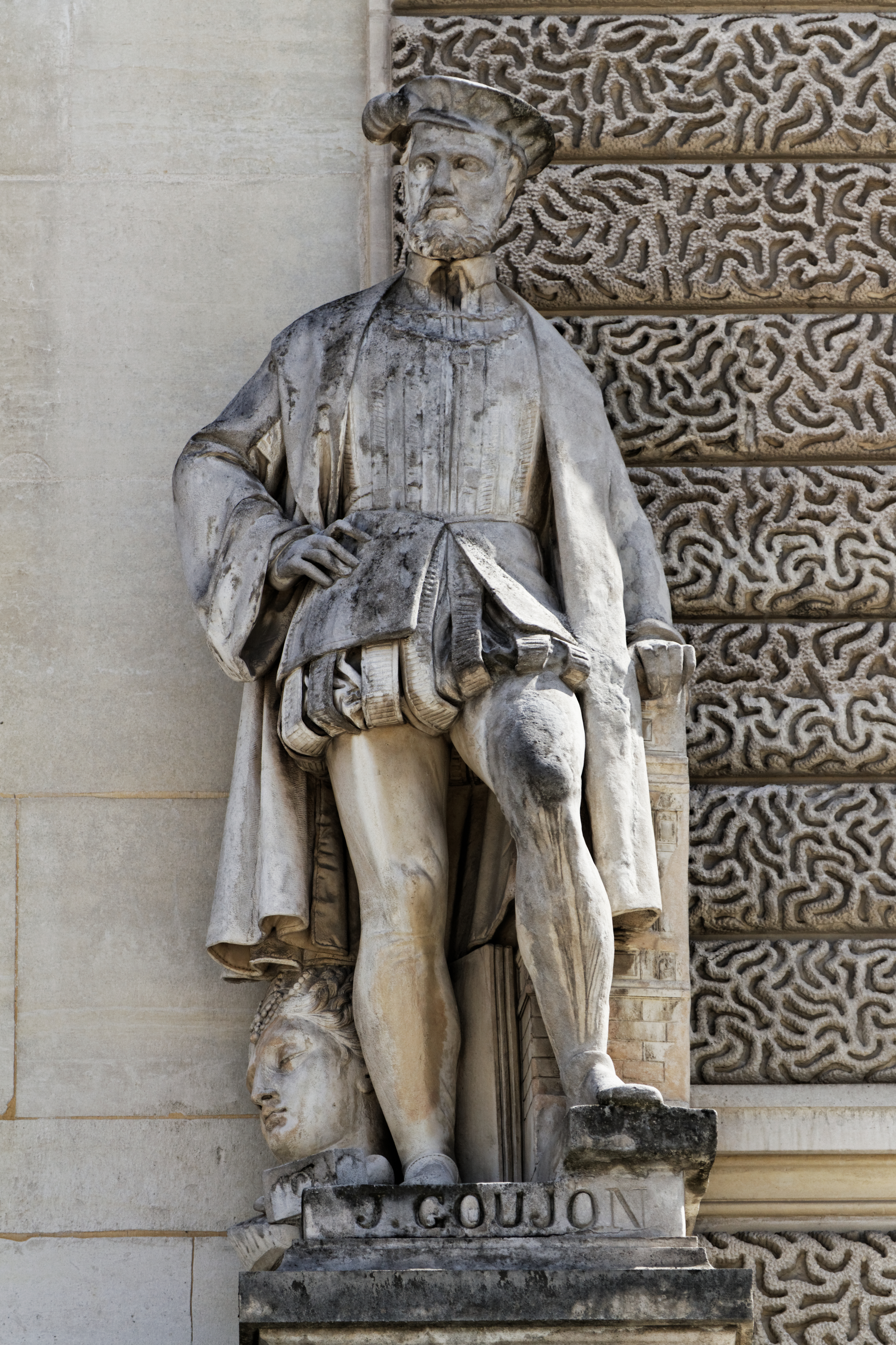
ヴェルサイユ宮殿のジャン・グージョン像